# Monges de l'Orde de Sant Jeroni
Les monges de l'Orde de Sant Jeroni formen un orde monàstic de vida contemplativa, branca femenina de l'Orde de Sant Jeroni. Les seves membres, anomenades jerònimes, posposen al seu nom les sigles O.S.H.

## Història
Els monestirs de jerònimes neixen alhora que els masculins, en comunitats de beates o dones laiques que es reuneixen per viure en comunitat una vida evangèlica. En 1374, Pedro Fernández Pecha que acabava d'obtenir l'aprovació de l'Orde de Sant Jeroni i n'havia renunciat a la direcció, va fundar una comunitat femenina a Santa María de La Sisla (Toledo). En formaven part María García de Toledo i Mayor Gómez; a partir de la comunitat s'instaurà el monestir de San Pablo a Toledo, de Beates de Sant Jeroni.
L'orde femení segueix la mateixa regla que els homes, prenent com a models les santes Paula de Roma i Eustòquia, deixebles de Sant Jeroni. En 1410 se'ls permeté d'integrar-se a l'Orde de Sant Jeroni com a branca femenina.

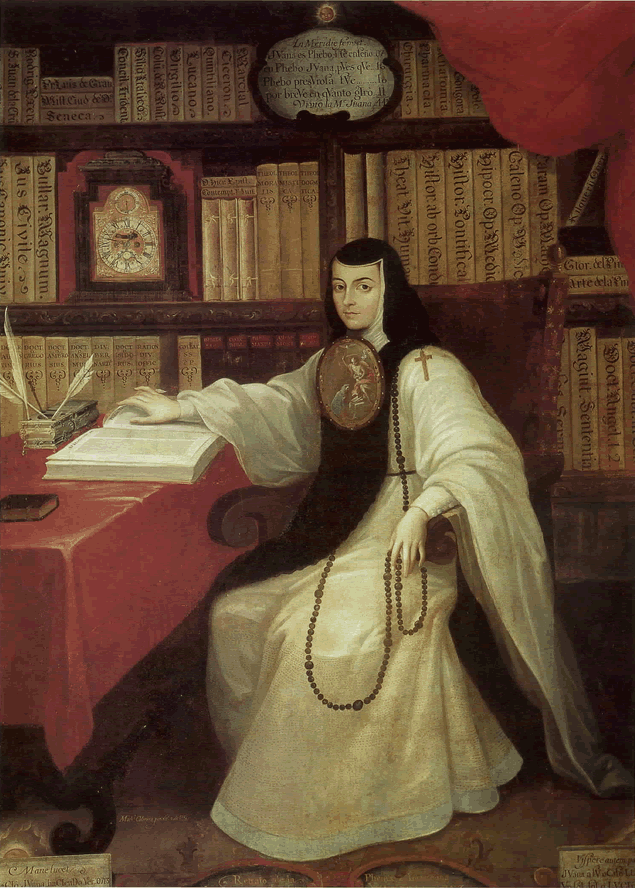
Juana Inés de la Cruz, monja jerònima mexicana.

Aviat els monestirs femenins es multiplicaren: San Pablo (Toledo, 1464), Santa Marta (Còrdova, 1464), Santa Paula (Sevilla, 1475), Monestir de Sant Maties (Barcelona), 1475, fundat a partir d'una comunitat de beates que vivien en comunitat des del 1426), Santa Elisabet (Palma, 1485), Concepción Jerónima (Madrid, 1509), San Onofre (Badajoz), Sant Bartomeu (Inca, 1530), Santa Paula (Granada, 1553, avui San Jerónimo), Santa María (Morón de la Frontera, 1568), Nuestra Señora de la Salud (Garrovillas, 1572), San Ildefonso (Brihuega, 1596), Corpus Christi (Madrid, 1605). A Amèrica es fundaren monestirs com els de San Jerónimo (Mèxic i Puebla) o San Lorenzo (Mèxic).
Mentre l'orde masculí es va extingir en 1835, la branca femenina va continuar existint i alguns monestirs han mantingut sense interrupcions la vida conventual. Les monges van treballar per la restauració de l'orde masculí, aconseguint-ho en 1925. Al segle xx, van continuar fundant-se cases: Nuestra Señora de los Ángeles (Constantina, 1951), Nuestra Señora de las Mercedes (Almodóvar del Campo, 1964), Santa María de Jesús (Càceres, 1975) i Nuestra Señora de Belén (Toral de los Guzmanes, 1990).
Avui hi ha 17 monestirs de monges jerònimes, tots ells a Espanya.

## Branques de l'orde
Les monges de San Lorenzo de Mèxic van marxar-ne durant la persecució de Calles de 1926 i es van refugiar a Espanya, on van fundar l'Institut de Jerònimes de l'Adoració, que forma part de la família jerònima, i amb tres cases a Espanya i una a Mèxic, dedicades a l'educació.
La majoria de monestirs de jerònimes s'agrupen en la Federació Jerònima de Santa Paula.